# Farmtown
Farmtown est un village de Moray en Écosse.
Farmtown se trouve à la jonction des routes A95 et B9117, à l'est de Keith